# Nền tảng Nokia X
Nền tảng Nokia X là một hệ điều hành di động và nền tảng phần mềm dựa trên Linux được phát triển bởi Nokia, và được tiếp tục bởi Microsoft Mobile. Được giới thiệu vào 24 tháng 2 năm 2014, nó được chỉnh sửa từ hệ điều hành Android và được sử dụng trên tất cả các thiết bị của dòng điện thoại Nokia X family.
Vào 17 tháng 7 năm 2014, sau vụ mua lại mảng thiết bị của Nokia, Microsoft tuyên bố sẽ không còn ra mắt bất cứ điện thoại Nokia X nào nữa, đánh dấu sự kết thúc của nền tảng Nokia X chỉ sau vài tháng ra mắt. Dòng điện thoại này được nối tiếp bởi loạt thiết bị Lumia giá rẻ dưới thương hiệu Microsoft Mobile.

## Tổng quan
Nền tảng Nokia X được dựa trên Dự án Mã nguồn mở Android (AOSP) và hạt nhân Linux. Nokia kết hợp những ứng dụng Android với phong cách riêng của Nokia (ví dụ như HERE Maps, Nokia Xpress và MixRadio) và các dịch vụ của Microsoft (ví dụ như Skype và Outlook). Nokia mô tả hệ điều hành này là "tốt nhất thế giới". Nó cũng có một số tính năng từ nền tảng Nokia Asha, ví dụ như trung tâm thông báo Fastlane. Giao diện người dùng có phần giống với Windows Phone có mặt trên các thiết bị Lumia.
Hệ điều hành thường được so sánh với Fire OS của Amazon.com cũng được dựa trên AOSP.

## Các ứng dụng
Các ứng dụng của Google đã được thay thế bằng các ứng dụng của Nokia và Microsoft. Khi ra mắt lần đầu tiên, cửa hàng ứng dụng Google Play không được đi kèm, Nokia cho tải ứng dụng từ cửa hàng Nokia Store riêng của họ. Tuy nhiên, từ bản cập nhật phần mềm v2.1 vào tháng 4 năm 2014 thì người dùng có thể cài đặt Google Play và các dịch vụ Google khác qua các công cụ của bên thứ ba, nhưng nếu người dùng cố cài đặt các dịch vụ Google, các thiết bị Nokia X lại bị "brick" và người dùng lại phải sử dụng Nokia Software Recovery Tool để khôi phục dữ liệu.
TÍnh đến tháng 2 năm 2014, 75% ứng dụng Android tương thích với nền tảng này. Nokia cũng nói rằng các nhà phát triển có thể port các ứng dụng bị thiếu chỉ trong vài giờ, và trong nỗ lực khuyến khích các nhà phát triển đóng góp vào nền tảng, Nokia đã thêm vào những ứng dụng tương thích từ Android vào nền tảng mà không cần nhà phát triển chấp thuận.

## Lịch sử các phiên bản
| Phiên bản        | Ngày ra mắt | Dựa trên phiên bản AOSP (Android) | Ghi chú |
| ---------------- | ----------- | --------------------------------- | --- |
| 1.0              | 24-02-2014  | API mức độ 16 (4.1.2 Jelly Bean)  | - Phiên bản đầu |
| 1.1.1            | 25-03-2014  | API mức độ 16 (4.1.2 Jelly Bean)  | - Cải thiện hiệu năng - Tuỳ chọn thay đổi màu ô vuông nhờ ứng dụng bên thứ ba |
| 1.1.2.2          | 10-05-2014  | API mức độ 16 (4.1.2 Jelly Bean)  | - Thêm ứng dụng OneDrive và Contact Transfer - Sửa lỗi hiệu năng |
| 1.2.4.1/1.2.4.21 | 28-07-2014  | API mức độ 16 (4.1.2 Jelly Bean)  | - Trình đa nhiệm mới - Thêm trả lới cuộc gọi bằng tin nhắn - Thêm tính năng tìm kiếm danh bạ trong trình quay số - Thêm Outlook.com & OneNote |
| 2.0              | 24-06-2014  | API mức độ 18 (4.3 Jelly Bean)    | - Thêm ô vuông với cột thứ 4 - Danh sách ứng dụng - Cải thiện kích cỡ ô vuông và một số chuyển động - Giao diện máy ảnh mới - Bàn phím mới - Hỗ trợ nút Trang chính trên phần cứng                                                                                     |
| 2.1              | 03-09-2014  | API mức độ 18 (4.3 Jelly Bean)    | - Tính năng chế độ máy ảnh thông minh - Hình nền động và tiện ích màn hình khoá - Dịch vụ của Google - Hỗ trợ lịch cục bộ - Hỗ trợ tải từ Aptoide - Tự động thiết lập tài khoản email - Hỗ trợ màn hình ngang cho ứng dụng thư và nhắn tin - Một số cải thiện nhỏ khác |